# Modelo estándar de la física de partículas

Tabla de partículas elementales del modelo estándar.

El modelo de partículas es una teoría cuántica de campos desarrollada entre 1970 y 1973 [cita requerida] basada en las ideas de la unificación y simetrías que describe la estructura fundamental de la materia y el vacío considerando las partículas elementales como entes irreducibles y como 'cuantos' de los campos (paquetes de la energía y el impulso de los campos) cuya cinemática está regida por las cuatro interacciones fundamentales conocidas (exceptuando la gravedad, cuya principal teoría, la relatividad general, no encaja con los modelos matemáticos del mundo cuántico). La palabra "modelo" en el nombre viene de la década de 1970 cuando no había suficiente evidencia experimental que confirmara el modelo. Hasta la fecha, casi todas las pruebas experimentales de las tres fuerzas descritas por el modelo estándar están de acuerdo con sus predicciones. Sin embargo el modelo estándar no alcanza a ser una teoría completa de las interacciones fundamentales debido a varias cuestiones sin resolver.

## Introducción
A principios del siglo XX, el problema de reducir las leyes que gobiernan el comportamiento y la interacción de todas las interacciones fundamentales de la materia seguía siendo un problema no resuelto. El trabajo teórico realizado durante el siglo XX, llevó a una teoría que reducía a un esquema común el electromagnetismo y la fuerza débil, y se poseía un modelo adecuado de la fuerza fuerte. Sin embargo, a pesar de diversas propuestas prometedoras existían tres teorías diferentes para explicar las diferentes interacciones fundamentales, a saber:
Teoría electrodébil
La teoría o modelo electrodébil unifica la interacción electromagnética con la materia, la electrodinámica cuántica, con la fuerza nuclear débil, las cuales fueron formuladas en principio de forma independiente.
La electrodinámica cuántica se origina en 1927 en un apéndice de un artículo de Born, Heisenberg y Jordan sobre mecánica matricial en la que este último quantiza el campo electromagnético libre. Fue subsecuentemente desarrollado por Dirac, Jordan, Pauli, Heisenberg y otros y culminó antes de 1950 en un trabajo de Tomonaga, Schwinger, Feynman y Dyson. El cálculo del desplazamiento Lamb y el valor exacto de la razón giromagnética del electrón son las predicciones destacables de la electrodinámica cuántica. La teoría de la fuerza nuclear débil empezó en 1932 con la teoría de Fermi para la desintegración beta. Las mejoras de la teoría para los nucleones fueron hechas en la teoría V-A que tiene en cuenta la violación de paridad. Sin embargo los cálculos teóricos de electrodinámica cuántica para el modelo de Fermi conducían a infinitos.
El problema se superó entre 1961 y 1968 por Glashow, Weinberg, Salam y otros unificando las teorías electromagnéticas y nuclear débil.
Cromodinámica cuántica
La fuerza nuclear fuerte queda explicada como interacciones fuertes entre cuarks en la cromodinámica cuántica, formulada por Fritzsch, Gell-Man, Leutwyler, y luego por t'Hooft y otros. Esta teoría supone tres "cargas fuertes" como fuente de las fuerzas.
Teoría general de la relatividad
Desarrollada originalmente por Einstein, es la culminación de la mecánica clásica quedando enmarcado en una misma teoría la gravitación y la mecánica.
Frente a este panorama, el Modelo Estándar agrupa, pero no unifica, las dos primeras teorías –el modelo electrodébil y la cromodinámica cuántica– lo que proporciona una teoría internamente consistente que describe las interacciones entre todas las partículas observadas experimentalmente.

### Precedentes
Como antecedentes del modelo estándar se pueden citar a la teoría de campos y la teoría atómica. 
La teoría atómica supone que la materia está constituida por entes indivisibles. Los descubrimientos de J. J. Thomson sobre el electrón y de E. Rutherford sobre el núcleo atómico dieron un mejor entendimiento de la estructura interna del átomo dando lugar a la física electrónica  y la física nuclear respectivamente. 

#### Teoría de campos
La primera, iniciada por M. Faraday,[cita requerida] es la mejor explicación a la acción a distancia. En un entendimiento clásico de la naturaleza hay tres fenómenos que presentan una acción a distancia: electricidad, magnetismo y gravedad. Las primeras dos se consideraron fuerzas independientes hasta que H. C. Ørsted descubrió que la corriente eléctrica y el magnetismo estaban relacionados.[cita requerida] J. C. Maxwell describe matemáticamente la relación mutua entre los campos eléctricos y magnéticos dando un marco teórico completo para la teoría electromagnética. Finalmente A. Einstein unificó ambos campos motivado por la aparente asimetría al aplicar las ecuaciones de Maxwell a cuerpos en movimiento. Un esfuerzo posterior lo llevó a generalizar esta teoría para cuerpos acelerados y el campo gravitatorio en la teoría general de la Relatividad.
En la teoría clásica de campos se modela la acción a distancia entre cuerpos puntuales mediante un campo continuo que toma, transporta y cede energía de y a los cuerpos. Actualmente en física de partículas, la dinámica de la materia y de la energía en la naturaleza se entiende mejor en términos de cinemática e interacciones de partículas fundamentales.[cita requerida] Técnicamente, la teoría cuántica de campos proporciona el marco matemático para el modelo estándar. El modelo estándar describe cada tipo de partícula en términos de un campo matemático. Sin embargo, este marco no hace una distinción esencial entre campo y partícula: ambos pueden ser descritos por una función continua en el espacio o bien como partículas puntuales.[cita requerida] Ninguno de los anteriores ofrece una explicación satisfactoria. Para una descripción técnica de los campos y de sus interacciones, ver la Teoría cuántica de campos.
| Simetría de la función de onda           | Estadística   | Cuánto del campo | Tipo de campo | Spin       | Ejemplos                                                                | Interpretación |
| ---------------------------------------- | ------------- | ---------------- | ------------- | ---------- | ----------------------------------------------------------------------- | --- |
| {\displaystyle \phi _{1,2}=\phi _{2,1}}  | Bose-Einstein | Bosón            | Bosónico      | Entero     | Campo escalar, campo "gauge"                                            | Las partículas del campo pueden compartir el mismo estado de energía y formar un condensado. En mismo volumen pueden existir arbitrariamente muchos bosones. Dota a la materia de su masa. |
| {\displaystyle \psi _{1,2}=-\psi _{2,1}} | Fermi-Dirac   | Fermión          | Fermiónico    | Semientero | Campo espinoral: Fermión de Dirac, fermión de Majorana, fermión de Weyl | En un mismo volumen pueden existir una limitada cantidad de partículas del campo, obedeciendo al principio de exclusión de Pauli. Dota a la materia de volumen e impenetrabilidad.         |

#### Física electrónica
La teoría cuántica del electrón ideada por Paul Dirac describe al electrón a velocidades relativistas. De esta se desprende la idea del spin en forma natural como parte de la solución a la formulación relativista de ecuación de Schrödinger. Este esfuerzo excedió las expectativas, no solo explicando el espectro de ciertos átomos[¿cuál?] sino la predicción confirmada en 1932 de electrones con carga positiva: los positrones. Sin embargo, estas ecuaciones describen al electrón como un único electrón o un gas ideal de electrones, y también que el campo eléctrico del electrón es despreciable con respecto al que está inmerso.[cita requerida] La investigación teórica sobre la interacción del electrón con el campo electromagnético y entre electrones da lugar a la electrodinámica cuántica. Esta última se la considera sumamente exitosa por el grado de precisión de sus predicciones.[cita requerida]
Los métodos y conceptos utilizados en la electrodinámica cuántica dieron lugar a la teoría cuántica de campos y sentó las bases sobre la que se apoya el modelo estándar.[cita requerida]

## Aspectos clave

### Simetrías
Las simetrías son invarianzas ante transformaciones. El teorema de Noether establece una correspondencia entre una simetría y una ley de conservación, es decir establece una razón fundamental por la cual se observa la conservación de ciertas magnitudes.
| Transformación espacio-temporal | Magnitud conservada |
| ------------------------------- | ------------------- |
| Traslación espacial             | Momento lineal      |
| Rotación                        | Momento angular     |
| Traslación temporal             | Energía             |

### Simetrías Discretas
Wolfgang Pauli y Julian Schwinger independientemente, demostraron que la invariancia bajo las transformaciones de Lorentz, implica una invariancia CPT. Esto es, los campos cuánticos relativistas son invariantes ante el cambio de partícula por su antipartícula y viceversa (Simetría C), invariantes ante la inversión especular (Simetría P) e invariantes ante la inversión temporal (Simetría T).
|                      |                      | Transformación de Paridad | Transformación de Paridad |
| -------------------- | -------------------- | --- | --- |
| Leptones levógiros   | Leptones dextrógiros | | |
| Conjugación de carga | Materia              | {\displaystyle {\binom {\nu _{e}}{e^{-}}}_{\circlearrowleft },{\binom {\nu _{\mu }}{\mu ^{-}}}_{\circlearrowleft },{\binom {\nu _{\tau }}{\tau ^{-}}}_{\circlearrowleft }} | {\displaystyle e_{\circlearrowright }^{-},\mu _{\circlearrowright }^{-},\tau _{\circlearrowright }^{-}}                                                                                                  |
| Conjugación de carga | Antimateria          | {\displaystyle e_{\circlearrowleft }^{+},\mu _{\circlearrowleft }^{+},\tau _{\circlearrowleft }^{+}}                                                                       | {\displaystyle {\binom {e^{+}}{{\bar {\nu }}_{e}}}_{\circlearrowright },{\binom {\mu ^{+}}{{\bar {\nu }}_{\mu }}}_{\circlearrowright },{\binom {\tau ^{+}}{{\bar {\nu }}_{\tau }}}_{\circlearrowright }} |

Sin embargo, se verificó experimentalmente que la interacción nuclear débil viola la simetría P: se comporta diferente a su imagen especular. Esto supuso que otra simetría es violada para restaurar la simetría CPT.[cita requerida] De esta manera la simetría CP y la simetría T se supusieron fundamentales.[cita requerida] Experimentos sobre el kaón demostraron que el sector cuark viola la simetría CP, consecuentemente la simetría T, aunque esta última no pudo ser verificada experimentalmente debido a su dificultad.[cita requerida]

### Simetrías Internas
Las simetrías internas tienen un rol importante en el modelo estándar ya que de ellas se desprende la conservación de carga y define inequívocamente la interacción entre partículas.
| Tipo                          | Consecuencias                               |
| ----------------------------- | ------------------------------------------- |
| Global y exacta               | Conservación de carga                       |
| Global y espontáneamente rota | Campos escalares sin masa                   |
| Local y exacta                | Interacciones. Bosones mediadores sin masa. |
| Local y espontáneamente rota  | Interacciones. Bosones mediadores masivos.  |

La intensidad de la interacción queda determinada por el acoplamiento del fermión al campo gauge. Este acoplamiento coincide con la carga eléctrica en la electrodinámica cuántica y por extensión de las cargas de los fermiones cargados. Debido al teorema de Noether a la simetría introducida le corresponde una conservación de carga. La ecuación de Yang-Mills generaliza la electrodinámica cuántica introduciendo nuevas simetrías gauge. Estas simetrías introducen un nuevo bosón, que media la fuerza correspondiente.
| Transformación gauge | Conservación                                      | Interacción      | Bosón      |
| -------------------- | ------------------------------------------------- | ---------------- | ---------- |
| U(1)                 | Carga eléctrica                                   | Electromagnética | Fotón      |
| SUL(2)×UY(1)         | Hipercarga débil e Isospín débil [cita requerida] | Electrodébil     | W1,W2,W3,B |
| SU(3)                | Carga de color                                    | Nuclear fuerte   | Gluón      |

#### Ruptura espontánea de simetría
Si bien el modelo es perfectamente simétrico, la evidencia experimental demuestra que la realidad no es así, principalmente porque la inclusión de masa en el modelo rompe estas simetrías, pero existe la evidencia empírica que demuestra que las partículas son masivas. Esto puso en evidencia una ruptura espontánea de simetría para el modelo electrodébil.

## Organización del modelo
Para facilitar la descripción, los términos del lagrangiano del modelo estándar se pueden agrupar como se indica en la tabla:
| {\displaystyle {\mathcal {L}}_{SM}=} | Bosones | Bosones                                | Fermiones | Fermiones |
| {\displaystyle {\mathcal {L}}_{SM}=} | Sector Gauge | Sector Higgs                           | Sector Leptón | Sector cuark |
| --- | --- | -------------------------------------- | --- | --- |
| Cinemática de los fermiones | |                                        | {\displaystyle {\begin{array}{l}+({\bar {\nu }}_{L}\ {\bar {e}}_{L}){\tilde {\sigma }}^{\mu }i\partial _{\mu }{\begin{pmatrix}\nu _{L}\\e_{L}\end{pmatrix}}\\+{\bar {e}}_{R}\sigma ^{\mu }i\partial _{\mu }e_{R}\end{array}}} | {\displaystyle {\begin{array}{l}+({\bar {u}}_{L}\ {\bar {d}}_{L}){\tilde {\sigma }}^{\mu }i\partial _{\mu }{\begin{pmatrix}u_{L}\\d_{L}\end{pmatrix}}\\+{\bar {u}}_{R}\sigma ^{\mu }\partial _{\mu }u_{R}\\+{\bar {d}}_{R}\sigma ^{\mu }\partial _{\mu }d_{R}\end{array}}}                                                            |
| Términos de masa | | {\displaystyle {\mathcal {L}}_{Higgs}} | Acoplamiento Yukawa con el bosón de Higgs | Acoplamiento Yukawa con el bosón de Higgs |
| Términos de masa | {\displaystyle {\begin{array}{l}-{{\sqrt {2}} \over v}{\bigg [}({\bar {\nu }}_{L}\ {\bar {e}}_{L})\phi M^{e}e_{R}+{\bar {e}}_{R}{\bar {M}}^{e}{\bar {\phi }}{\begin{pmatrix}\nu _{L}\\e_{L}\end{pmatrix}}{\bigg ]}\end{array}}} | {\displaystyle {\mathcal {L}}_{Higgs}} | {\displaystyle {\begin{array}{l}-{{\sqrt {2}} \over v}{\bigg [}({\bar {u}}_{L}\ {\bar {d}}_{L})\phi M^{d}d_{R}+{\bar {d}}_{R}{\bar {M}}^{d}{\bar {\phi }}{\begin{pmatrix}u_{L}\\d_{L}\end{pmatrix}}{\bigg ]}\\-{{\sqrt {2}} \over v}{\bigg [}(-{\bar {d}}_{L}\ {\bar {u}}_{L})\phi ^{*}M^{u}u_{R}+{\bar {u}}_{R}{\bar {M}}^{u}{\bar {\phi }}^{T}{\begin{pmatrix}-d_{L}\\u_{L}\end{pmatrix}}{\bigg ]}\end{array}}} | |
| Sector electrodébil | {\displaystyle {\begin{array}{l}-{\frac {1}{4}}B_{\mu \nu }B^{\mu \nu }\\-{\frac {1}{8}}tr(\mathbf {W} _{\mu \nu }\mathbf {W} ^{\mu \nu })\end{array}}}                                                                         | {\displaystyle {\mathcal {L}}_{Higgs}} | Interacción electrodébil | Interacción electrodébil |
| Sector electrodébil | {\displaystyle {\begin{array}{l}-{\frac {1}{4}}B_{\mu \nu }B^{\mu \nu }\\-{\frac {1}{8}}tr(\mathbf {W} _{\mu \nu }\mathbf {W} ^{\mu \nu })\end{array}}}                                                                         | {\displaystyle {\mathcal {L}}_{Higgs}} | {\displaystyle {\begin{array}{l}({\bar {\nu }}_{L}\ {\bar {e}}_{L}){\tilde {\sigma }}^{\mu }i[-{ig_{1} \over 2}B_{\mu }+{ig_{2} \over 2}\mathbf {W} _{\mu }]{\begin{pmatrix}\nu _{L}\\e_{L}\end{pmatrix}}\\-{\bar {e}}_{R}\sigma ^{\mu }ig_{1}B_{\mu }e_{R}\end{array}}} | {\displaystyle {\begin{array}{l}({\bar {u}}_{L}\ {\bar {d}}_{L})\sigma ^{\mu }i[-{ig_{1} \over 6}B_{\mu }+{ig_{2} \over 2}\mathbf {W} _{\mu }]{\begin{pmatrix}u_{L}\\d_{L}\end{pmatrix}}\\+{\bar {u}}_{R}\sigma ^{\mu }{\frac {2}{3}}ig_{1}B_{\mu }u_{R}\\-{\bar {d}}_{R}\sigma ^{\mu }{\frac {1}{3}}ig_{1}B_{\mu }d_{R}\end{array}}} |
| Cromodinámica cuántica | Campo gluón |                                        | Interacción fuerte | Interacción fuerte |
| Cromodinámica cuántica | {\displaystyle -{\frac {1}{2}}tr(\mathbf {G} _{\mu \nu }\mathbf {G} ^{\mu \nu })} | {\displaystyle 0}                      | {\displaystyle {\begin{array}{l}+({\bar {u}}_{L}\ {\bar {d}}_{L}){\tilde {\sigma }}^{\mu }{ig}{\mathbf {G}}_{\mu }{\begin{pmatrix}u_{L}\\d_{L}\end{pmatrix}}\\+{\bar {u}}_{R}\sigma ^{\mu }{ig}{\mathbf {G}}_{\mu }u_{R}\\+{\bar {d}}_{R}\sigma ^{\mu }{ig}{\mathbf {G}}_{\mu }d_{R}\end{array}}} | |
| Sector Higgs | |                                        | | |
| {\displaystyle {\mathcal {L}}_{Higgs}={\overline {{\bigg (}[\partial _{\mu }+{\frac {1}{2}}ig_{1}B_{\mu }+{\frac {1}{2}}ig_{2}{\mathbf {W}}_{\mu }]\phi {\bigg )}}}{\bigg (}[\partial _{\mu }+{\frac {1}{2}}ig_{1}B_{\mu }+{\frac {1}{2}}ig_{2}{\mathbf {W}}_{\mu }]\phi {\bigg )}-{m_{H}^{2}{\bigg (}{\bar {\phi }}\phi -{\frac {v^{2}}{2}}{\bigg )}^{2} \over {2v^{2}}}} | |                                        | | |

El modelo estándar incluye tres campos bosónicos B, W y G correspondientes a las simetrías U(1), SU(2) y SU(3) respectivamente. Adicionalmente un bosón {\displaystyle \phi } añadido para preservar la simetría en el sector electrodébil.[cita requerida] Luego de la ruptura espontánea de simetría electrodébil los bosones B y W se mezclan resultando en el campo electromagnético {\displaystyle A_{\mu }}y el bosón neutro de la interacción nuclear débil {\displaystyle Z_{\mu }}.
Los fermiones en el modelo estándar se dividen en leptones y cuarks de acuerdo con su acoplamiento al campo color. Sin embargo, no existe razón fundamental para que esto sea así y se han formulado[¿quién?] extensiones al modelo para afrontar esta particularidad. Los leptones son {\displaystyle e_{L}}, {\displaystyle e_{R}} y {\displaystyle \nu _{L}} y los cuarks son {\displaystyle u_{L}}, {\displaystyle d_{L}}, {\displaystyle u_{R}} y {\displaystyle d_{R}}. El neutrino dextrógiro no ha sido observado y puede ser por dos razones: o bien el neutrino dextrógiro es muy masivo[cita requerida] o bien el neutrino es un fermión de Majorana y consecuentemente el antineutrino dextrógiro observado es idéntico al neutrino dextrógiro.[cita requerida] Los fermiones reales resultan de la composición de la componente levógira y la dextrógira. Bajo la interacción electrodébil forman dobletes levógiros (subíndice L) o singletes dextrógiros (subíndice R). Implícitamente cada fermión tiene un componente por generación. Los fermiones de Dirac están compuestos por un fermión levógiro y otro dextrógiro.

## Partículas de materia

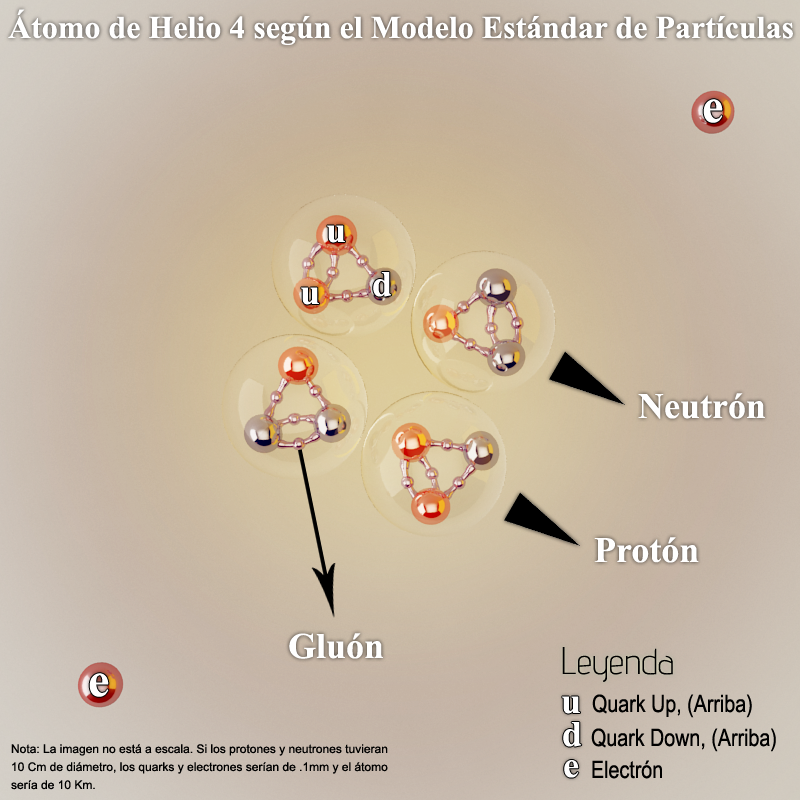
Representación artística de un átomo de Helio 4 según el modelo estándar, se muestra de color rojo las interacciones electromagnéticas y de color naranja las Fuertes.

Los fermiones cumplen el rol de partículas de materia ya que, debido a su estadística, no pueden existir dos de estas partículas en el mismo estado cuántico por lo cual necesariamente forman estructuras, como un átomo, una molécula o una estructura cristalina. El prototipo de los fermiones es el electrón, cuya descripción cuántica y relativista está dada por la ecuación de Dirac. Sin embargo la violación de las simetrías C y P de la desintegración beta pone en duda que el neutrino responda a esta ecuación. Weyl y Ettore Majorana propusieron sendas ecuaciones para describir al neutrino. 

### Fermiones de Dirac
Se denomina así a la partícula regida por la ecuación de Dirac. Si bien esta ecuación fue en primera instancia postulada por P. M. Dirac para describir al electrón a velocidades relativistas, es generalizable a otros fermiones como protones y neutrones y por supuesto quarks.
Aunque la ecuación resulta en resultados consistentes con los experimentos, la solución admite infinitos niveles de energía negativos que no son observados: ningún electrón decae infinitamente. La interpretación a esta aparente contradicción es admitir la existencia de electrones cargados positivamente. Hipótesis luego verificada experimentalmente por C. D. Anderson. La violación de la simetría-C  de la interacción nuclear débil requirió modificar la ecuación de Dirac para ajustarla a los resultados experimentales.

### Fermión de Majorana
Ettore Majorana propuso [¿cuándo?] una modificación a la ecuación de Dirac para incluir explícitamente la antipartícula y forzar una asimetría.[cita requerida] De esta manera un fermión de Majorana es su propia antipartícula. La hipótesis del neutrino como fermión de Majorana se confirmaría si se observaran desintegraciones dobles beta sin neutrinos.

### Organización de los fermiones elementales
Los fermiones elementales se los puede dividir en dos grandes categorías de acuerdo a cómo interaccionan entre sí: leptones y cuarks. A diferencia de los primeros los últimos no se observan en forma aisladas sino que interaccionan fuertemente quedando confinados en hadrones: mesones, bariones y los hipotéticos tetracuarks, pentacuarks y moléculas hadrónicas. Las partículas de ambas categorías interaccionan según el modelo electrodébil.
Los seis leptones y seis cuarks se los puede agrupar en, hasta el momento, tres generaciones o familias de dos partículas cada una. Cada generación difiere solamente en la masa, el resto de las propiedades, cargas, son idénticas entre generaciones, aunque las investigaciones sobre el momento anómalo del muon podrían refutar esto. Hay que notar que esta división no es explicada por el modelo estándar como tampoco si es coincidencia que existan la misma cantidad de generaciones tanto para cuarks como para leptones.
|          | Leptones             | Leptones                     | cuarks  | cuarks  |
| Familias | Nombre               | Símbolo                      | Nombre  | Símbolo |
| 1a       | electrón             | {\displaystyle e^{-}}        | up      | u       |
| 1a       | neutrino electrónico | {\displaystyle \nu _{e}}     | down    | d       |
| 2a       | muon                 | {\displaystyle \mu ^{-}}     | charm   | c       |
| 2a       | neutrino muónico     | {\displaystyle \nu _{\mu }}  | strange | s       |
| 3a       | tau                  | {\displaystyle \tau ^{-}}    | top     | t       |
| 3a       | neutrino tauónico    | {\displaystyle \nu _{\tau }} | bottom  | b       |

#### Lista de fermiones del Modelo Estándar
Esta tabla se basa en parte de datos tomados por el Grupo de Datos de Partículas (cuarks).
| Familia 1            | Familia 1                      | Familia 1              | Familia 1              | Familia 1              | Familia 1                              | Familia 1    | Familia 1 |
| Fermión (levógiro)   | Símbolo                        | Carga eléctrica        | Isospin débil          | Hipercarga             | Carga de Color                         | Masa         |           |
| -------------------- | ------------------------------ | ---------------------- | ---------------------- | ---------------------- | -------------------------------------- | ------------ | --------- |
| Electrón             | {\displaystyle e^{-}\,}        | {\displaystyle -1\,}   | {\displaystyle -1/2\,} | {\displaystyle -1/2\,} | {\displaystyle {\mathbf {1}}\,}        | 511 keV/C²   |           |
| Positrón             | {\displaystyle e^{+}\,}        | {\displaystyle +1\,}   | {\displaystyle 0\,}    | {\displaystyle +1\,}   | {\displaystyle {\mathbf {1}}\,}        | 511 keV/C²   |           |
| Neutrino electrónico | {\displaystyle \nu _{e}\,}     | {\displaystyle 0\,}    | {\displaystyle +1/2\,} | {\displaystyle -1/2\,} | {\displaystyle {\mathbf {1}}\,}        | < 2 eV/C²    |           |
| Up cuark             | {\displaystyle u\,}            | {\displaystyle +2/3\,} | {\displaystyle +1/2\,} | {\displaystyle +1/6\,} | {\displaystyle {\mathbf {3}}\,}        | ~ 3 MeV/C²   |           |
| Up anticuark         | {\displaystyle {\bar {u}}\,}   | {\displaystyle -2/3\,} | {\displaystyle 0\,}    | {\displaystyle -2/3\,} | {\displaystyle {\mathbf {\bar {3}}}\,} | ~ 3 MeV/C²   |           |
| Down cuark           | {\displaystyle d\,}            | {\displaystyle -1/3\,} | {\displaystyle -1/2\,} | {\displaystyle +1/6\,} | {\displaystyle {\mathbf {3}}\,}        | ~ 6 MeV/C²   |           |
| Down anticuark       | {\displaystyle {\bar {d}}\,}   | {\displaystyle +1/3\,} | {\displaystyle 0\,}    | {\displaystyle +1/3\,} | {\displaystyle {\mathbf {\bar {3}}}\,} | ~ 6 MeV/C²   |           |
|                      |                                |                        |                        |                        |                                        |              |           |
| Familia 2            |                                |                        |                        |                        |                                        |              |           |
| Fermión (levógiro)   | Símbolo                        | Carga eléctrica        | Isospin débil          | Hipercarga             | Carga de Color                         | Masa         |           |
| Muon                 | {\displaystyle \mu ^{-}\,}     | {\displaystyle -1\,}   | {\displaystyle -1/2\,} | {\displaystyle -1/2\,} | {\displaystyle {\mathbf {1}}\,}        | 106 MeV/C²   |           |
| Antimuón             | {\displaystyle \mu ^{+}\,}     | {\displaystyle +1\,}   | {\displaystyle 0\,}    | {\displaystyle +1\,}   | {\displaystyle {\mathbf {1}}\,}        | 106 MeV/C²   |           |
| Neutrino muónico     | {\displaystyle \nu _{\mu }\,}  | {\displaystyle 0\,}    | {\displaystyle +1/2\,} | {\displaystyle -1/2\,} | {\displaystyle {\mathbf {1}}\,}        | < 2 eV/C²    |           |
| cuark Charm          | {\displaystyle c\,}            | {\displaystyle +2/3\,} | {\displaystyle +1/2\,} | {\displaystyle +1/6\,} | {\displaystyle {\mathbf {3}}\,}        | ~ 1.3 GeV/C² |           |
| Anticuark Charm      | {\displaystyle {\bar {c}}\,}   | {\displaystyle -2/3\,} | {\displaystyle 0\,}    | {\displaystyle -2/3\,} | {\displaystyle {\mathbf {\bar {3}}}\,} | ~ 1.3 GeV/C² |           |
| cuark Strange        | {\displaystyle s\,}            | {\displaystyle -1/3\,} | {\displaystyle -1/2\,} | {\displaystyle +1/6\,} | {\displaystyle {\mathbf {3}}\,}        | ~ 100 MeV/C² |           |
| Anticuark Strange    | {\displaystyle {\bar {s}}\,}   | {\displaystyle +1/3\,} | {\displaystyle 0\,}    | {\displaystyle +1/3\,} | {\displaystyle {\mathbf {\bar {3}}}\,} | ~ 100 MeV/C² |           |
|                      |                                |                        |                        |                        |                                        |              |           |
| Familia 3            |                                |                        |                        |                        |                                        |              |           |
| Fermión (levógiro)   | Símbolo                        | Carga eléctrica        | Isospin débil          | Hipercarga             | Carga de Color                         | Masa         |           |
| tau                  | {\displaystyle \tau ^{-}\,}    | {\displaystyle -1\,}   | {\displaystyle -1/2\,} | {\displaystyle -1/2\,} | {\displaystyle {\mathbf {1}}\,}        | 1.78 GeV/C²  |           |
| Anti-tau             | {\displaystyle \tau ^{+}\,}    | {\displaystyle +1\,}   | {\displaystyle 0\,}    | {\displaystyle +1\,}   | {\displaystyle {\mathbf {1}}\,}        | 1.78 GeV/C²  |           |
| Neutrino tauónico    | {\displaystyle \nu _{\tau }\,} | {\displaystyle 0\,}    | {\displaystyle +1/2\,} | {\displaystyle -1/2\,} | {\displaystyle {\mathbf {1}}\,}        | < 2 eV/C²    |           |
| Top cuark            | {\displaystyle t\,}            | {\displaystyle +2/3\,} | {\displaystyle +1/2\,} | {\displaystyle +1/6\,} | {\displaystyle {\mathbf {3}}\,}        | 171 GeV/C²   |           |
| Top anticuark        | {\displaystyle {\bar {t}}\,}   | {\displaystyle -2/3\,} | {\displaystyle 0\,}    | {\displaystyle -2/3\,} | {\displaystyle {\mathbf {\bar {3}}}\,} | 171 GeV/C²   |           |
| Bottom cuark         | {\displaystyle b\,}            | {\displaystyle -1/3\,} | {\displaystyle -1/2\,} | {\displaystyle +1/6\,} | {\displaystyle {\mathbf {3}}\,}        | ~ 4.2 GeV/C² |           |
| Bottom anticuark     | {\displaystyle {\bar {b}}\,}   | {\displaystyle +1/3\,} | {\displaystyle 0\,}    | {\displaystyle +1/3\,} | {\displaystyle {\mathbf {\bar {3}}}\,} | ~ 4.2 GeV/C² |           |

Las cargas de las partículas elementales surgen como consecuencia necesaria de imponer simetrías "internas" o de "gauge" . 
Estas cargas las hacen susceptibles a las fuerzas fundamentales [cita requerida] según lo descrito en la sección siguiente.
- Los cuarks vienen en tres "colores"[17] (llamadas por conveniencia roja, verde o azul), que son usadas para describir cómo interactúan con el campo gluón.
- Los cuarks tipo up (up, top o charm) tienen asignadas una carga eléctrica de +2/3, y los tipo down (down, strange y bottom) tienen asignadas una carga eléctrica de -1/3, permitiendo a ambos tipos participar en interacciones electromagnéticas. Debido al confinamiento de cuarks estas medidas son siempre indirectas, salvo la del cuark top.[18]
- Los leptones no evidencian ninguna interacción fuerte, por lo que no tienen asignada ninguna carga de color.
- Los leptones cargados (el electrón, el muon, y el leptón tau) por razones históricas llevan una carga eléctrica de -1, permitiéndoles participar en interacciones electromagnéticas.
- Los leptones neutros (los neutrinos) no llevan ninguna carga eléctrica, evitándose que participen en interacciones electromagnéticas.
- Los cuarks y los leptones levógiros llevan varias cargas de sabor, incluyendo el isospin débil, permitiendo a todas ellas interaccionar recíprocamente vía la interacción nuclear débil.

## Modelo estándar de leptones
Un primer modelo de leptones fue propuesto por Steven Weinberg en 1967 basado en la simetría gauge SU(2)×U(1) y trabajos previos de Glashow, Salam y Ward y el mecanismo Brout-Englert-Higgs. Si bien el modelo incluye solamente al electrón y al neutrino electrónico, el principio de la universalidad leptónica establece que todos los leptones se acoplan de igual manera a los bosones vectoriales y permite aplicar el modelo de Weinberg igualmente a los muones y tauones. 
El modelo introduce las masas de los leptones mediante la interacción de un campo escalar. Para esto divide a cada uno de los leptones en sus dos partes quirales (dextrógira y levógira) resultando en dos fermiones de Weyl levógiros : un doblete {\displaystyle \ell } y un singlete {\displaystyle e^{+}}. Cada componente del doblete se lo identifica con un leptón cargado y su correspondiente neutrino electrónico. El singlete es un leptón cargado dextrógiro. 
El modelo estándar de leptones se lo puede resumir en la siguiente manera.
|                      |                      | Transformación de Paridad | Transformación de Paridad |
| -------------------- | -------------------- | --- | --- |
| Leptones levógiros   | Leptones dextrógiros | | |
| Conjugación de carga | Materia              | {\displaystyle {\binom {\nu _{e}}{e^{-}}}_{\circlearrowleft },{\binom {\nu _{\mu }}{\mu ^{-}}}_{\circlearrowleft },{\binom {\nu _{\tau }}{\tau ^{-}}}_{\circlearrowleft }} | {\displaystyle e_{\circlearrowright }^{-},\mu _{\circlearrowright }^{-},\tau _{\circlearrowright }^{-}}                                                                                                  |
| Conjugación de carga | Antimateria          | {\displaystyle e_{\circlearrowleft }^{+},\mu _{\circlearrowleft }^{+},\tau _{\circlearrowleft }^{+}}                                                                       | {\displaystyle {\binom {e^{+}}{{\bar {\nu }}_{e}}}_{\circlearrowright },{\binom {\mu ^{+}}{{\bar {\nu }}_{\mu }}}_{\circlearrowright },{\binom {\tau ^{+}}{{\bar {\nu }}_{\tau }}}_{\circlearrowright }} |

### Interacciones
Los leptones interaccionan emitiendo y absorbiendo bosones W, Z y fotones. La emisión o absorción de un bosón W implica un cambio de isospin débil y carga del leptón.
Los bosones Z responsables de la dispersión elástica de neutrinos y la única interacción que tienen los neutrinos con la materia.
Los leptones cargados, naturalamente, interactúan electromagnéticamente, independientemente de su quiralidad.

### Generación de masa
Los leptones cargados adquieren su masa observada luego de la ruptura espontánea de la simetría electrodébil interactuando con el bosón de Higgs.
Los leptones neutros —neutrinos— permanecen sin masa. Esto no se condice con los resultados experimentales, por lo que el mecanismo por el cual los neutrinos adquieren masa escapa al modelo estándar. En primer lugar la no observación de neutrinos dextrógiros implica que no pueden adquirir masa de Dirac. La carga eléctrica nula de los neutrinos no excluye que adquieran masa de Majorana, aunque esto violaría la conservación del número leptónico.[cita requerida]

### Oscilación de neutrinos
La masa no nula de los neutrinos implica una oscilación entre los diferentes tipos de neutrinos
{\displaystyle \nu _{e}\rightarrow \nu _{\mu }\rightarrow \nu _{\tau }\rightarrow \nu _{e}\rightarrow \ ...}
A su vez, esta oscilación permite el decaimiento de leptones cargados de una familia a otra emitiendo un fotón, por ejemplo
{\displaystyle \mu \rightarrow W\nu _{\mu }\rightarrow W\nu _{e}\rightarrow \gamma W\nu _{e}\rightarrow \gamma \ e}
Sin embargo la probabilidad de este proceso es despreciable[cita requerida].

## Modelo estándar decuarks
El modelo de cuarks originalmente tenía tres cuarks, up down y strange.[cita requerida] Cada uno portador de los números cuánticos isospin arriba, isospin abajo y extrañeza. El mecanismo Glashow-Iliopolous-Maiani predijo un cuarto cuark (charm o encanto). El mecanismo Cabbibo-Kobayashi-Maskawa predice una tercera generación de cuarks, top y bottom (truth y beauty).[cita requerida]

### Cuark Top
El cuark top tiene cierta relevancia en el modelo estándar ya que su corta vida media no le permite hadronizar y su masa puede determinarse con mayor precisión que la de los otros cuarks.[cita requerida]

## Campos de norma o "gauge"
Las fuerzas en la física son la forma en que las partículas interactúan recíprocamente y se influyen mutuamente. A nivel macroscópico, por ejemplo, la fuerza de Lorentz permite que las partículas cargadas eléctricamente interactúen con campo electromagnético. Otro ejemplo, la fuerza de gravitación permite que dos partículas con masa se atraigan una a otra de acuerdo con la Teoría de gravitación de Newton. El modelo estándar explica la primera de estas fuerzas como el resultado del intercambio de otras partículas por parte de las partículas de materia, conocidas como partículas mediadoras de la fuerza. Cuando se intercambia una partícula mediadora de la fuerza, a nivel macroscópico el efecto es equivalente a una fuerza que influencia a las dos, y se dice que la partícula ha mediado (es decir, ha sido el agente de) esa fuerza. Se cree [¿quién?] que las partículas mediadoras de fuerza son la razón por la que existen las fuerzas y las interacciones entre las partículas observadas en el laboratorio y en el universo.
Las partículas mediadoras de fuerza descritas por el modelo estándar también tienen spin (al igual que las partículas de materia), pero en su caso, el valor del spin es necesariamente entero, particularmente unitario, significando que todas las partículas mediadoras de fuerza son bosones. Consecuentemente, no siguen el principio de exclusión de Pauli. Los diversos tipos de partículas mediadoras de fuerza son descritas a continuación.
- Los fotones median la fuerza electromagnética entre las partículas eléctricamente cargadas. El fotón no tiene masa y está descrito por la teoría de la electrodinámica cuántica.[cita requerida]

- Los bosones de gauge W+, W–, y Z0 median las interacciones nucleares débiles entre las partículas de diversos sabores (todos los cuarks y leptones). Son masivos, con el Z0 más masivo que el {\displaystyle W^{\pm }}. Las interacciones débiles que implican al {\displaystyle W^{\pm }} actúan exclusivamente en partículas zurdas y no sobre las antipartículas zurdas. Además, el {\displaystyle W^{\pm }} lleva una carga eléctrica de +1 y -1 y participa en las interacciones electromagnéticas. El bosón eléctricamente neutro Z0 interactúa con ambas partículas y antipartículas zurdas. Estos tres bosones gauge junto con los fotones se agrupan juntos y medían colectivamente las interacciones electrodébiles.[cita requerida]
- Los ocho gluones median las interacciones nucleares fuertes entre las partículas cargadas con color (los cuarks). Los gluones no tienen masa. La multiplicidad de los gluones se etiqueta por las combinaciones del color y de una carga de anticolor (es decir, Rojo-anti-Verde). Como el gluon tiene una carga efectiva de color, pueden interactuar entre sí mismos. Los gluones y sus interacciones se describen mediante la teoría de la cromodinámica cuántica.

| Transformación gauge | Transformación gauge | Carga Conservada                                  | Carga Conservada                    | Bosón elemental | Bosón elemental | Interacción    | Interacción      | Teoría                   |
| -------------------- | -------------------- | ------------------------------------------------- | ----------------------------------- | --------------- | --------------- | -------------- | ---------------- | ------------------------ |
| SU(2)L×U(1)Y         | U(1)EM               | Hipercarga débil {\displaystyle Y_{W}=2(Q-I_{3})} | Carga eléctrica {\displaystyle Q}   | W1,W2,W3,B      | Fotón           | Electrodébil   | Electromagnética | Electrodinámica cuántica |
| SU(2)L×U(1)Y         | SU(2)L               | Hipercarga débil {\displaystyle Y_{W}=2(Q-I_{3})} | Isospin débil {\displaystyle I_{3}} | W1,W2,W3,B      | W+,W-,Z0        | Electrodébil   | Nuclear débil    | Teoría electrodébil      |
| SU(3)                | SU(3)                | Carga de color                                    | Carga de color                      | Gluón           | Gluón           | Nuclear fuerte | Nuclear fuerte   | Cromodinámica cuántica   |

## Sector electrodébil
El modelo estándar de las interacciones electrodébiles está basado en el grupo gauge SU(2)×U(1),  con cuatro bosones gauge {\displaystyle W_{\mu }^{1},W_{\mu }^{2},W_{\mu }^{3}} para SU(2) y B para U(1), y las correspondientes constantes de acoplamiento g y g'. Los fermiones levógiros de la generación iésima son dobletes. Los fermiones dextrógiros son singletes en SU(2). El modelo mínimo contiene tres generaciones o familias. La interacción débil se acopla a la quiralidad del fermión de la forma más asimétrica posible: se acopla a fermiones levógiros pero no a los dextrógiros. De esta manera, la interacción electrodébil se acopla solamente a los fermiones levógiros, cargados o no. Esto supone una violación a la simetría P por lo que se hace necesaria la violación de otra simetría, en este caso la conjugación de carga, para que la simetría se restaure.
El lagrangiano del fermión en la interacción electrodébil queda definido luego de la ruptura espontánea de simetría como:{\displaystyle {\begin{array}{rcl}{\mathcal {L}}_{fermi{\acute {o}}n}&=&\sum _{i}{\bar {\psi }}_{i}(i{\cancel {\partial }}-m_{i}-{m_{i}H \over v})\psi _{i}&(1)\\&&-{g \over {2{\sqrt {2}}}}\sum _{i}{\bar {\Psi }}_{i}\gamma ^{\mu }(1-\gamma ^{5})(T^{+}W_{\mu }^{+}+T^{-}{W_{\mu }^{-}})\Psi _{i}&(2)\\&&-e\sum _{i}Q_{i}{\bar {\psi }}_{i}\gamma ^{\mu }\psi _{i}A_{\mu }&(3)\\&&-{g \over {2\cos {\theta _{W}}}}\sum _{i}{\bar {\psi }}_{i}\gamma ^{\mu }(g_{V}^{i}-g_{A}^{i}\gamma ^{5})\psi _{i}Z_{\mu }&(4)\end{array}}}Donde cada uno de los términos representan:
1. El campo fermiónico acoplado al campo de Higgs mediante un acoplamiento de Yukawa.
2. La interacción de los dobletes levógiros {\displaystyle \Psi _{i}={\binom {\nu _{i}}{\ell _{i}^{-}}}}o {\displaystyle \Psi _{i}={\binom {u_{i}}{d'_{i}}}}con los bosones cargados {\displaystyle W^{\pm }\triangleq {(W^{1}\mp iW^{2}) \over {\sqrt {2}}}}. Esto implica que en la interacción débil los fermiones participan en los pares dados. Por ejemplo electrón-neutrino o cuark up - cuark down.
3. La interacción electromagnética entre el fotón {\displaystyle A\triangleq B\cos \theta _{W}+W^{3}\operatorname {sen} \theta _{W}} y el fermión. La constante de acoplamiento de esta interacción está dada por la carga elemental definida según {\displaystyle e=g\operatorname {sen} \theta _{W}}
4. La interacción del fermión con el bosón neutro {\displaystyle Z\triangleq -B\operatorname {sen} +W^{3}\cos \theta _{W}}

donde {\displaystyle \theta _{W}=\tan ^{-1}{g' \over g}}es el ángulo de mezcla electrodébil.
La interacción electrodébil entre cuarks se las puede resumir de la siguiente manera:
| Emisión/Absorción de bosones W | Creación/Aniquilación de cuarks |
| --- | --- |
| {\displaystyle {\begin{matrix}q_{i}^{+{2 \over 3}}\leftrightarrow W^{+}q_{j}^{-{1 \over 3}}\\q_{i}^{-{1 \over 3}}\leftrightarrow W^{-}q_{j}^{+{2 \over 3}}\\q_{i}^{-{2 \over 3}}\leftrightarrow W^{-}q_{j}^{+{1 \over 3}}\\q_{i}^{+{1 \over 3}}\leftrightarrow W^{+}q_{j}^{-{2 \over 3}}\\\end{matrix}}} | {\displaystyle {\begin{matrix}W^{+}\leftrightarrow q_{i}^{+{2 \over 3}}q_{j}^{1 \over 3}\\W^{-}\leftrightarrow q_{i}^{-{2 \over 3}}q_{j}^{-{1 \over 3}}\end{matrix}}} |

Decaimiento beta:
{\displaystyle \overbrace {d^{-{1 \over 3}}u^{+{2 \over 3}}d^{-{1 \over 3}}} ^{n}\rightarrow \overbrace {d^{-{1 \over 3}}u^{+{2 \over 3}}u^{+{2 \over 3}}} ^{p}W^{-}\rightarrow \overbrace {d^{-{1 \over 3}}u^{+{2 \over 3}}u^{+{2 \over 3}}} ^{p}e^{-}{\bar {\nu }}_{e}}
| Emisión/absorción de bosones W | Creación/aniquilación de leptones |
| --- | --- |
| {\displaystyle {\begin{matrix}\ell _{i}^{-}\leftrightarrow W^{-}\nu _{i}\\\ell _{i}^{+}\leftrightarrow W^{+}{\bar {\nu }}_{i}\\\nu _{i}\leftrightarrow W^{+}\ell _{i}^{-}\\{\bar {\nu }}_{i}\leftrightarrow W^{-}\ell _{i}^{+}\end{matrix}}} | {\displaystyle {\begin{matrix}W^{+}\leftrightarrow \ell _{i}^{+}\nu _{i}\\W^{-}\leftrightarrow \ell _{i}^{-}{\bar {\nu }}_{i}\end{matrix}}} |

En todos los casos la carga se conserva en ambos lados de la interacción, como así el número leptónico, es decir, la diferencia entre leptones y antileptones. Además la interacción sucede siempre entre fermiones de la misma generación.
Por ejemplo el decaimiento mu:
{\displaystyle \mu ^{-}\rightarrow W^{-}\nu _{\mu }\rightarrow e^{-}{\bar {\nu }}_{e}\nu _{\mu }}

## Generación de masa

### Mecanismo de Higgs
La partícula de Higgs es una partícula elemental (con masa) predicha en el modelo estándar. Tiene spin S=0, por lo que es un bosón.
El bosón de Higgs desempeña un papel único en el modelo estándar, y un papel dominante en explicar los orígenes de la masa de los bosones W y Z, los leptones cargados, los cuarks y su propia masa [cita requerida]. Las masas de las partículas elementales, y las diferencias entre el electromagnetismo (causada por el fotón) y la fuerza débil (causada por los bosones W y Z), son críticas en muchos aspectos de la estructura de la materia microscópica (y por lo tanto macroscópica).
Hasta el año 2012, ningún experimento había detectado directamente la existencia del bosón de Higgs, aunque había una cierta evidencia indirecta de él. Todas las esperanzas estaban puestas en las investigaciones realizadas mediante el   Gran colisionador de Hadrones (LHC del CERN por sus siglas en inglés) es el mayor acelerador de partículas del mundo. Este centro hizo el histórico anuncio del hallazgo de una partícula compatible con las propiedades del bosón de Higgs el 4 de julio de 2012, confirmado por los experimentos ATLAS y CMS. Pero aún falta ver si esta nueva partícula cumple las características predichas del bosón de Higgs dadas por el modelo estándar.

## Pruebas y predicciones
El Modelo Estándar predecía la existencia de los bosones W y Z, el gluón. Sus propiedades predichas fueron experimentalmente confirmadas con buena precisión.
El Large Electron-Positron collider (LEP) en el CERN probó varias predicciones entre los decaimientos de los bosones Z, y las confirmó.
La tabla siguiente muestra una comparación entre los valores medidos experimentalmente y los predichos por el Modelo Estándar:
| Cantidad         | Medida (GeV)     | Predicción del Modelo Estándar (GeV) |
| ---------------- | ---------------- | ------------------------------------ |
| Masa del bosón W | 80,4120 ± 0,0420 | 80,3900 ± 0,0180                     |
| Masa del bosón Z | 91,1876 ± 0,0021 | 91,1874 ± 0,0021                     |

## Insuficiencias del modelo estándar
Una de las principales dificultades a superar para el modelo estándar ha sido la falta de evidencias científicas . No obstante el 4 de julio de 2012 los físicos anunciaron el hallazgo de un bosón compatible con las características descritas, entre otros, por Peter Higgs; en cuyo honor se bautizó la partícula. El hecho de ser localizado en dos detectores distintos así como su fiabilidad (grado de certeza o sigma) hace que muy probablemente este escollo del modelo estándar haya sido superado. 
Incluso cuando el Modelo Estándar ha tenido gran éxito en explicar los resultados experimentales, tiene ciertas cuestiones importantes sin resolver:
1. El problema del número de constantes físicas fundamentales. El modelo contiene 19 parámetros arbitrarios cuyos valores se eligen para que las predicciones se ajusten a los resultados experimentales.
2. Por qué las interacciones se dan como simetrías gauge del grupo SUC(3)×SUL(2)×UY(1).
3. Por qué hay tres generaciones de cuarks y leptones.
4. Por qué no hay hadrones con carga fraccionaria (a pesar de que sus constituyentes, los cuarks, sí la tienen).
5. Cuál es el origen de las masas de los leptones y los cuarks y/o la aparente jerarquía de masas.
6. El origen de la violación CP. Dentro de él, la materia y la antimateria son simétricas. La preponderancia de la materia en el universo podría ser explicada diciendo que el universo comenzó con otras condiciones iniciales, pero la mayoría [¿quién?] de los físicos piensan que esta explicación no es elegante.
7. No explica la materia oscura, ni la energía oscura, ni la gravedad.

## Parámetros arbitrarios del modelo estándar
El modelo estándar tiene 19 parámetros que deben establecerse de forma arbitraria para ser consistente con los resultados expermientales. Estos son tres constantes de acoplamiento, las nueve masas de los fermiones cargados y los cuatro ángulos y fase de la matriz CMK. Adicionalmente las masas de los neutrinos y los seis ángulos de mezcla.

### Constantes de acoplamiento
El modelo estándar tiene tres constantes de acoplamiento por cada grupo de simetría SUcolor(3), SUlevógiro(2), Uyukawa(1): g3, g' y g respectivamente. Alternativamente a g y g' se pueden definir a partir del ángulo de mezcla electrodébil y la carga elemental:
{\displaystyle \theta _{W}=\tan ^{-1}{g' \over g}}
{\displaystyle e=g\operatorname {sen} \theta _{W}}
O bien a partir de la constante de estructura fina.

### Masas de los fermiones cargados
Las masas de los leptones cargados electrón, muon y tauón se pueden medir con relativa facilidad. 
En cambio, como los cuarks no se observan libremente, su masa tiene que inferirse.

### Ángulos de mezcla de la matriz CMK
La matrix CMK queda definida por tres ángulos y una fase, único mecanismo conocido responsable de la violación CP.

### Parámetros del mecanismo de Higgs
Uno de ellos es la esperanza en vacío, el cual fue determinado en 2012 en el LHC del CERN.
Otro parámetro es el acoplamiento de los fermiones al bosón de Higgs.

### Parámetro θ de la Cromodinámica Cuántica
Ver Teoría de Peccei-Quinn

### Parámetros de Oscilación de los neutrinos
Ver Matriz de Pontecorvo–Maki–Nakagawa–Sakata

## Extensiones al modelo estándar
Una meta importante de la física es encontrar la base común que uniría a todas éstas[cita requerida] en una teoría del todo, en la cual todas las otras leyes que conocemos serían casos especiales, y de la cual puede derivarse el comportamiento de toda la materia y energía (idealmente a partir de primeros principios).
Existen alternativas al Modelo Estándar que intentan dar respuesta a estas "deficiencias", como por ejemplo la teoría de cuerdas y la Gravedad cuántica de bucles.